# Frecăței (gmina w okręgu Tulcza)
Frecăței – gmina w Rumunii, w okręgu Tulcza. Obejmuje miejscowości Cataloi, Frecăței, Poșta i Telița. W 2011 roku liczyła 3426 mieszkańców. 